# African Championship of Nations 2020
De African Championship of Nations 2020 was de vijfde editie van het African Championship of Nations, een tweejaarlijks voetbaltoernooi georganiseerd door de Confédération Africaine de Football (CAF), exclusief voor spelers die in de eigen nationale competitie spelen. Er deden zestien teams mee. Het Marokkaans voetbalelftal is de regerend kampioen en won ook dit toernooi. In de finale werd Mali met 2–0 verslagen. Guinee werd derde.
Het toernooi zou worden gespeeld tussen 4 en 25 april 2020 in Kameroen. Het toernooi werd echter uitgesteld vanwege de coronapandemie. In juni 2020 werd bekendgemaakt dat het toernooi in januari 2021 gespeeld zal worden. Het toernooi start op 16 januari 2021 met de openingswedstrijd in het Ahmadou Ahidjostadion. De finale zal op 7 februari 2021 gespeeld worden.

## Gastland en stadions
Ethiopië zou het gastland zijn voor dit toernooi, maar dat land werd vervangen door Kameroen. Ethiopië was laat met de voorbereidingen en twijfelt of het de organisatie aankan, omdat 2020 ook een verkiezingsjaar is. Dit toernooi zou tevens een goede test zijn voor Kameroen, omdat het land in 2021 het Afrikaans kampioenschap organiseert.
| · Douala (Stade de la Réunification & Japomastadion) Yaoundé (Ahmadou Ahidjostadion) Limbe (Limbestadion) | Douala                                       |
| --- | -------------------------------------------- |
| · Douala (Stade de la Réunification & Japomastadion) Yaoundé (Ahmadou Ahidjostadion) Limbe (Limbestadion) | Stade de la Réunification Capaciteit: 30.000 |
| · Douala (Stade de la Réunification & Japomastadion) Yaoundé (Ahmadou Ahidjostadion) Limbe (Limbestadion) | Japomastadion Capaciteit: 50.000             |
| · Douala (Stade de la Réunification & Japomastadion) Yaoundé (Ahmadou Ahidjostadion) Limbe (Limbestadion) |                                              |
| · Douala (Stade de la Réunification & Japomastadion) Yaoundé (Ahmadou Ahidjostadion) Limbe (Limbestadion) | Yaoundé                                      |
| · Douala (Stade de la Réunification & Japomastadion) Yaoundé (Ahmadou Ahidjostadion) Limbe (Limbestadion) | Ahmadou Ahidjostadion Capaciteit: 42.500     |
| · Douala (Stade de la Réunification & Japomastadion) Yaoundé (Ahmadou Ahidjostadion) Limbe (Limbestadion) |                                              |
| · Douala (Stade de la Réunification & Japomastadion) Yaoundé (Ahmadou Ahidjostadion) Limbe (Limbestadion) | Limbe                                        |
| · Douala (Stade de la Réunification & Japomastadion) Yaoundé (Ahmadou Ahidjostadion) Limbe (Limbestadion) | Limbestadion Capaciteit: 20.000              |
| · Douala (Stade de la Réunification & Japomastadion) Yaoundé (Ahmadou Ahidjostadion) Limbe (Limbestadion) |                                              |

## Kwalificatie
| Team                | Zone                         | Aantal deelnames (+ eerdere deelnames) |
| ------------------- | ---------------------------- | -------------------------------------- |
| Kameroen (gastland) | Centrale Zone                | 4e (2011, 2016, 2018)                  |
| Marokko             | Noord Zone 2 plekken         | 4e (2014, 2016, 2018)                  |
| Libië               | Noord Zone 2 plekken         | 4e (2009, 2014, 2018)                  |
| Guinee              | Zone West A 2 plekken        | 3e (2016, 2018)                        |
| Mali                | Zone West A 2 plekken        | 4e (2011, 2014, 2016)                  |
| Togo                | Zone West B 3 plekken        | 1e (debuut)                            |
| Niger               | Zone West B 3 plekken        | 3e (2011, 2016)                        |
| Burkina Faso        | Zone West B 3 plekken        | 3e (2014, 2018)                        |
| Congo-Kinshasa      | Centrale Zone 2 plekken      | 5e (2009, 2011, 2016, 2018)            |
| Congo-Brazzaville   | Centrale Zone 2 plekken      | 3e (2014, 2018)                        |
| Zambia              | Zuid Zone 3 plekken          | 4e (2009, 2016, 2018)                  |
| Namibië             | Zuid Zone 3 plekken          | 2e (2018)                              |
| Zimbabwe            | Zuid Zone 3 plekken          | 5e (2009, 2011, 2014, 2016)            |
| Oeganda             | Oost-Centrale Zone 3 plekken | 5e (2011, 2014, 2016, 2018)            |
| Rwanda              | Oost-Centrale Zone 3 plekken | 4e (2011, 2016, 2018)                  |
| Tanzania            | Oost-Centrale Zone 3 plekken | 2e (2009)                              |

## Scheidrechters
De volgende scheidsrechters zijn geselecteerd voor dit toernooi.
- Lahlou Benbraham (Algerije)
- George Gatogato (Burundi)
- Sidi Alioum (Kameroen)
- Jean-Jacques Ndala (Congo-Kinshasa)
- Mohamed Marouf (Egypte)
- Lidya Tafesse (Ethiopië)

- Daniel Laryea (Ghana)
- Peter Waweru (Kenia)
- Andofetra Rakotojaona (Madagaskar)
- Boubou Traoré (Mali)
- Beida Dahane (Mauritanië)
- Ahmad Heeralall (Mauritius)

- Samir Guezzaz (Marokko)
- Jean Claude Ishimwe (Rwanda)
- Issa Sy (Senegal)
- Sadok Selmi (Tunesië)

## Loting
De loting voor het eindtoernooi was op 17 februari 2020, om 19:00 (UTC+1), in het Palais Polyvalent des Sports de Yaoundé in Yaoundé. Bij deze loting werden de 16 landen verdeeld over vier potten. Het gastland Kameroen kwam automatisch in groep A en de kampioen op het vorige toernooi, Marokko, werd in groep C gezet. Van de andere landen werd door loting bepaald in welke groepen zij terecht kwamen.
| Pot 1                                                           | Pot 2                                     | Pot 3                                                  | Pot 4                                |
| --------------------------------------------------------------- | ----------------------------------------- | ------------------------------------------------------ | ------------------------------------ |
| - Kameroen (positie A1) - Marokko (positie C1) - Libië - Zambia | - Congo-Kinshasa - Guinee - Mali - Rwanda | - Oeganda - Congo-Brazzaville - Namibië - Burkina Faso | - Zimbabwe - Niger - Togo - Tanzania |

## Groepsfase

### Groep A
| Pos. | Land         | GW | W | G | V | DV | DT | +/− | Ptn. |
| ---- | ------------ | -- | - | - | - | -- | -- | --- | ---- |
| 1    | Mali         | 3  | 2 | 1 | 0 | 3  | 1  | +2  | 7    |
| 2    | Kameroen     | 3  | 1 | 2 | 0 | 2  | 1  | +1  | 5    |
| 3    | Burkina Faso | 3  | 1 | 1 | 1 | 3  | 2  | +1  | 4    |
| 4    | Zimbabwe     | 3  | 0 | 0 | 3 | 1  | 5  | –4  | 0    |

|                               |           |         |          |                                                                         |
| 16 januari 2021 17:00 (UTC+1) | Kameroen  | 1–0     | Zimbabwe | Ahmadou Ahidjostadion, Yaoundé Scheidsrechter: Jean-Jacques Ndala (COD) |
| 16 januari 2021 17:00 (UTC+1) | Banga 72' | Verslag |          | Ahmadou Ahidjostadion, Yaoundé Scheidsrechter: Jean-Jacques Ndala (COD) |

|                               |              |         |              |                                                                     |
| 16 januari 2021 20:00 (UTC+1) | Mali         | 1–0     | Burkina Faso | Ahmadou Ahidjostadion, Yaoundé Scheidsrechter: Mohamed Marouf (EGY) |
| 16 januari 2021 20:00 (UTC+1) | Bagayoko 70' | Verslag |              | Ahmadou Ahidjostadion, Yaoundé Scheidsrechter: Mohamed Marouf (EGY) |

|                               |          |         |            |                                                                               |
| 20 januari 2021 17:00 (UTC+1) | Kameroen | 1–1     | Mali       | Ahmadou Ahidjostadion, Yaoundé Scheidsrechter: Pacifque Ndabihawenimana (BDI) |
| 20 januari 2021 17:00 (UTC+1) | Banga 6' | Verslag | 12' Samaké | Ahmadou Ahidjostadion, Yaoundé Scheidsrechter: Pacifque Ndabihawenimana (BDI) |

|                               |                                          |         |           |                                                                      |
| 20 januari 2021 20:00 (UTC+1) | Burkina Faso                             | 3–1     | Zimbabwe  | Ahmadou Ahidjostadion, Yaoundé Scheidsrechter: Mahmoud Mohamed (EGY) |
| 20 januari 2021 20:00 (UTC+1) | Sosso 14' Kiendrébéogo 53' Ouedraogo 67' | Verslag | 23' Jaure | Ahmadou Ahidjostadion, Yaoundé Scheidsrechter: Mahmoud Mohamed (EGY) |

|                               |              |     |          |                                                                  |
| 24 januari 2021 20:00 (UTC+1) | Burkina Faso | 0–0 | Kameroen | Ahmadou Ahidjostadion, Yaoundé Scheidsrechter: Sadok Selmi (TUN) |
| 24 januari 2021 20:00 (UTC+1) | Verslag      |     |          | Ahmadou Ahidjostadion, Yaoundé Scheidsrechter: Sadok Selmi (TUN) |

|                               |          |         |            |                                                          |
| 24 januari 2021 20:00 (UTC+1) | Zimbabwe | 0–1     | Mali       | Japomastadion, Douala Scheidsrechter: Beida Dahane (MTN) |
| 24 januari 2021 20:00 (UTC+1) |          | Verslag | 11' Diallo | Japomastadion, Douala Scheidsrechter: Beida Dahane (MTN) |

### Groep B
| Pos. | Land              | GW | W | G | V | DV | DT | +/− | Ptn. |
| ---- | ----------------- | -- | - | - | - | -- | -- | --- | ---- |
| 1    | Congo-Kinshasa    | 3  | 2 | 1 | 0 | 4  | 2  | +2  | 7    |
| 2    | Congo-Brazzaville | 3  | 1 | 1 | 1 | 2  | 2  | 0   | 4    |
| 3    | Niger             | 3  | 0 | 2 | 1 | 2  | 3  | –1  | 2    |
| 4    | Libië             | 3  | 0 | 2 | 1 | 1  | 2  | –1  | 2    |

|                               |         |     |       |                                                           |
| 17 januari 2021 17:00 (UTC+1) | Libië   | 0–0 | Niger | Japomastadion, Douala Scheidsrechter: Daniel Laryea (GHA) |
| 17 januari 2021 17:00 (UTC+1) | Verslag |     |       | Japomastadion, Douala Scheidsrechter: Daniel Laryea (GHA) |

|                               |                   |         |                   |                                                           |
| 17 januari 2021 20:00 (UTC+1) | Congo-Kinshasa    | 1–0     | Congo-Brazzaville | Japomastadion, Douala Scheidsrechter: Samir Guezzaz (MAR) |
| 17 januari 2021 20:00 (UTC+1) | Chico Kubanza 47' | Verslag |                   | Japomastadion, Douala Scheidsrechter: Samir Guezzaz (MAR) |

|                               |             |         |                |                                                           |
| 21 januari 2021 17:00 (UTC+1) | Libië       | 1–1     | Congo-Kinshasa | Japomastadion, Douala Scheidsrechter: Boubou Traore (MLI) |
| 21 januari 2021 17:00 (UTC+1) | Al-Mehdi 6' | Verslag | 90+4' Obenza   | Japomastadion, Douala Scheidsrechter: Boubou Traore (MLI) |

|                               |                   |         |                   |                                                           |
| 21 januari 2021 20:00 (UTC+1) | Congo-Brazzaville | 1–1     | Niger             | Japomastadion, Douala Scheidsrechter: Kamaku Waweru (KEN) |
| 21 januari 2021 20:00 (UTC+1) | Mouandza 35'      | Verslag | 70' (pen.) Moussa | Japomastadion, Douala Scheidsrechter: Kamaku Waweru (KEN) |

|                               |                   |         |       |                                                         |
| 25 januari 2021 20:00 (UTC+1) | Congo-Brazzaville | 1–0     | Libië | Japomastadion, Douala Scheidsrechter: Sidi Alioum (CMR) |
| 25 januari 2021 20:00 (UTC+1) | Ngouonimba 50'    | Verslag |       | Japomastadion, Douala Scheidsrechter: Sidi Alioum (CMR) |

|                               |            |         |                          |                                                                       |
| 25 januari 2021 20:00 (UTC+1) | Niger      | 1–2     | Congo-Kinshasa           | Ahmadou Ahidjostadion, Yaoundé Scheidsrechter: Lahlou Benbraham (ALG) |
| 25 januari 2021 20:00 (UTC+1) | Moussa 73' | Verslag | 27' Kabangu 90+1' Obenza | Ahmadou Ahidjostadion, Yaoundé Scheidsrechter: Lahlou Benbraham (ALG) |

### Groep C
| Pos. | Land    | GW | W | G | V | DV | DT | +/− | Ptn. |
| ---- | ------- | -- | - | - | - | -- | -- | --- | ---- |
| 1    | Marokko | 3  | 2 | 1 | 0 | 6  | 2  | +4  | 7    |
| 2    | Rwanda  | 3  | 1 | 2 | 0 | 3  | 2  | +1  | 5    |
| 3    | Togo    | 3  | 1 | 0 | 2 | 4  | 5  | –1  | 3    |
| 4    | Oeganda | 3  | 0 | 1 | 2 | 3  | 7  | –4  | 1    |

|                               |                    |         |      |                                                                               |
| 18 januari 2021 17:00 (UTC+1) | Marokko            | 1–0     | Togo | Stade de la Réunification, Douala Scheidsrechter: Andofetra Rakotojaona (MAD) |
| 18 januari 2021 17:00 (UTC+1) | Jabrane 27' (pen.) | Verslag |      | Stade de la Réunification, Douala Scheidsrechter: Andofetra Rakotojaona (MAD) |

|                               |         |     |         |                                                                      |
| 18 januari 2021 20:00 (UTC+1) | Rwanda  | 0–0 | Oeganda | Stade de la Réunification, Douala Scheidsrechter: Beida Dahane (MTN) |
| 18 januari 2021 20:00 (UTC+1) | Verslag |     |         | Stade de la Réunification, Douala Scheidsrechter: Beida Dahane (MTN) |

|                               |         |     |        |                                                                         |
| 22 januari 2021 17:00 (UTC+1) | Marokko | 0–0 | Rwanda | Stade de la Réunification, Douala Scheidsrechter: Ahmad Heeralall (MRI) |
| 22 januari 2021 17:00 (UTC+1) | Verslag |     |        | Stade de la Réunification, Douala Scheidsrechter: Ahmad Heeralall (MRI) |

|                               |             |         |                           |                                                                          |
| 22 januari 2021 20:00 (UTC+1) | Oeganda     | 1–2     | Togo                      | Stade de la Réunification, Douala Scheidsrechter: Georges Gatogato (BDI) |
| 22 januari 2021 20:00 (UTC+1) | Kyeyune 51' | Verslag | 48' (e.d.) Mbowa 57' Nane | Stade de la Réunification, Douala Scheidsrechter: Georges Gatogato (BDI) |

|                               |                      |         |                                                                            |                                                                       |
| 26 januari 2021 20:00 (UTC+1) | Oeganda              | 2–5     | Marokko                                                                    | Stade de la Réunification, Douala Scheidsrechter: Boubou Traore (MLI) |
| 26 januari 2021 20:00 (UTC+1) | Orit 25' Kyeyune 84' | Verslag | 45+4' (pen.) El Kaab 51', 80' Rahimi 71' El Moussaoui 90+2' (e.d.) Lukwago | Stade de la Réunification, Douala Scheidsrechter: Boubou Traore (MLI) |

|                               |                    |         |                                          |                                                               |
| 26 januari 2021 20:00 (UTC+1) | Togo               | 2–3     | Rwanda                                   | Limbestadion, Limbe Scheidsrechter: Mohamed Eid Mansour (EGY) |
| 26 januari 2021 20:00 (UTC+1) | Nane 38' Akoro 58' | Verslag | 45+1' Niyonzima 60' Tuyisenge 66' Sugira | Limbestadion, Limbe Scheidsrechter: Mohamed Eid Mansour (EGY) |

### Groep D
| Pos. | Land     | GW | W | G | V | DV | DT | +/− | Ptn. |
| ---- | -------- | -- | - | - | - | -- | -- | --- | ---- |
| 1    | Guinee   | 3  | 1 | 2 | 0 | 6  | 3  | +3  | 5    |
| 2    | Zambia   | 3  | 1 | 2 | 0 | 3  | 1  | +2  | 5    |
| 3    | Tanzania | 3  | 1 | 1 | 1 | 3  | 4  | –1  | 4    |
| 4    | Namibië  | 3  | 0 | 1 | 2 | 0  | 4  | –4  | 1    |

|                               |                                |         |          |                                                            |
| 19 januari 2021 17:00 (UTC+1) | Zambia                         | 2–0     | Tanzania | Limbestadion, Limbe Scheidsrechter: Lahlou Benbraham (ALG) |
| 19 januari 2021 17:00 (UTC+1) | Sikombe 64' (pen.) Chabula 81' | Verslag |          | Limbestadion, Limbe Scheidsrechter: Lahlou Benbraham (ALG) |

|                               |                                   |         |         |                                                               |
| 19 januari 2021 20:00 (UTC+1) | Guinee                            | 3–0     | Namibië | Limbestadion, Limbe Scheidsrechter: Jean Claude Ishimwe (RWA) |
| 19 januari 2021 20:00 (UTC+1) | Gnagna Barry 13', 86' Sylla 45+2' | Verslag |         | Limbestadion, Limbe Scheidsrechter: Jean Claude Ishimwe (RWA) |

|                               |           |         |                  |                                                       |
| 23 januari 2021 17:00 (UTC+1) | Zambia    | 1–1     | Guinee           | Limbestadion, Limbe Scheidsrechter: Adil Zourak (MAR) |
| 23 januari 2021 17:00 (UTC+1) | Sautu 87' | Verslag | 58' Kantabadouno | Limbestadion, Limbe Scheidsrechter: Adil Zourak (MAR) |

|                               |         |         |           |                                                         |
| 23 januari 2021 20:00 (UTC+1) | Namibië | 0–1     | Tanzania  | Limbestadion, Limbe Scheidsrechter: Lidya Tafesse (ETH) |
| 23 januari 2021 20:00 (UTC+1) |         | Verslag | 65' Mussa | Limbestadion, Limbe Scheidsrechter: Lidya Tafesse (ETH) |

|                               |         |     |        |                                                                 |
| 27 januari 2021 20:00 (UTC+1) | Namibië | 0–0 | Zambia | Limbestadion, Limbe Scheidsrechter: Andofetra Rakotojaona (MAD) |
| 27 januari 2021 20:00 (UTC+1) | Verslag |     |        | Limbestadion, Limbe Scheidsrechter: Andofetra Rakotojaona (MAD) |

|                               |                          |         |                                 |                                                                          |
| 27 januari 2021 20:00 (UTC+1) | Tanzania                 | 2–2     | Guinee                          | Stade de la Réunification, Douala Scheidsrechter: Georges Gatogato (BDI) |
| 27 januari 2021 20:00 (UTC+1) | Majogoro 23' Manyama 69' | Verslag | 4' (pen) Barry 82' Kantabadouno | Stade de la Réunification, Douala Scheidsrechter: Georges Gatogato (BDI) |

## Knock-outfase
|  | kwartfinale          | kwartfinale        |                      |       | halve finale        | halve finale        |   |  | finale | finale |
|  |                      |                    |                      |       |                     |                     |   |  |        |        |
|  | 30 januari – Yaoundé |                    |                      |       |                     |                     |   |  |        |        |
|  |                      |                    |                      |       |                     |                     |   |  |        |        |
|  | Mali                 | 0 (5)              |                      |       |                     |                     |   |  |        |        |
|  | Mali                 | 0 (5)              | 3 februari – Douala  |       |                     |                     |   |  |        |        |
|  | Congo-Brazzaville    | 0 (4)              |                      |       |                     |                     |   |  |        |        |
|  | Congo-Brazzaville    | 0 (4)              | Mali                 | 0 (5) |                     |                     |   |  |        |        |
|  | 31 januari – Douala  |                    | Mali                 | 0 (5) |                     |                     |   |  |        |        |
|  |                      | Guinee             | 0 (4)                |       |                     |                     |   |  |        |        |
|  | Guinee               | Guinee             | 0 (4)                | 1     |                     |                     |   |  |        |        |
|  | Guinee               |                    | 7 februari – Yaoundé | 1     |                     |                     |   |  |        |        |
|  | Rwanda               | 0                  |                      |       |                     |                     |   |  |        |        |
|  | Rwanda               | 0                  | Mali                 | 0     |                     |                     |   |  |        |        |
|  | 30 januari – Limbe   |                    | Mali                 | 0     |                     |                     |   |  |        |        |
|  |                      | Marokko            | 2                    |       |                     |                     |   |  |        |        |
|  | Marokko              | Marokko            | 2                    | 3     |                     |                     |   |  |        |        |
|  | Marokko              | 3 februari – Limbe |                      | 3     |                     |                     |   |  |        |        |
|  | Zambia               | 1                  |                      |       |                     |                     |   |  |        |        |
|  | Zambia               | 1                  | Marokko              | 4     | derde plaats        | derde plaats        |   |  |        |        |
|  | 31 januari – Douala  |                    | Marokko              | 4     | derde plaats        | derde plaats        |   |  |        |        |
|  |                      | Kameroen           | 0                    |       | 6 februari – Douala | 6 februari – Douala |   |  |        |        |
|  | Congo-Kinshasa       | Kameroen           | 0                    | 1     | 6 februari – Douala | 6 februari – Douala |   |  |        |        |
|  | Congo-Kinshasa       |                    |                      |       |                     | Guinee              | 2 |  |        |        |
|  | Kameroen             | 2                  |                      |       |                     | Guinee              | 2 |  |        |        |
|  | Kameroen             | 2                  | Kameroen             | 0     |                     |                     |   |  |        |        |
|  |                      |                    | Kameroen             | 0     |                     |                     |   |  |        |        |

### Kwartfinale
|                               |                                         |     |                                        |                                                                          |
| 30 januari 2021 17:00 (UTC+1) | Mali                                    | 0–0 | Congo-Brazzaville                      | Ahmadou Ahidjostadion, Yaoundé Scheidsrechter: Peter Waweru Kamaku (KEN) |
| 30 januari 2021 17:00 (UTC+1) | Verslag                                 |     |                                        | Ahmadou Ahidjostadion, Yaoundé Scheidsrechter: Peter Waweru Kamaku (KEN) |
| 30 januari 2021 17:00 (UTC+1) | Strafschoppen                           |     |                                        | Ahmadou Ahidjostadion, Yaoundé Scheidsrechter: Peter Waweru Kamaku (KEN) |
| 30 januari 2021 17:00 (UTC+1) | Samake Kyabou Samabali Doumba Coulibaly | 5–4 | Mapata Ondongo Binguila Mokombo Ndzila | Ahmadou Ahidjostadion, Yaoundé Scheidsrechter: Peter Waweru Kamaku (KEN) |

|                               |                |         |                         |                                                                         |
| 30 januari 2021 20:00 (UTC+1) | Congo-Kinshasa | 1–2     | Kameroen                | Japomastadion, Douala Scheidsrechter: Mohamed Maarouf Eid Mansour (EGY) |
| 30 januari 2021 20:00 (UTC+1) | Lilepo 22'     | Verslag | 29' Ndjeng 42' Tcheoude | Japomastadion, Douala Scheidsrechter: Mohamed Maarouf Eid Mansour (EGY) |

|                               |                                               |         |           |                                                                     |
| 31 januari 2021 17:00 (UTC+1) | Marokko                                       | 3–1     | Zambia    | Limbestadion, Limbe Scheidsrechter: Pacifique Ndabihawenimana (BDI) |
| 31 januari 2021 17:00 (UTC+1) | Rahimi 1' Ali Bemammer 8' El Kaabi 39' (pen.) | Verslag | 80' Phiri | Limbestadion, Limbe Scheidsrechter: Pacifique Ndabihawenimana (BDI) |

|                               |                   |         |        |                                                                       |
| 31 januari 2021 17:00 (UTC+1) | Guinee            | 1–0     | Rwanda | Stade de la Réunification, Douala Scheidsrechter: Samir Guezzaz (RWA) |
| 31 januari 2021 17:00 (UTC+1) | Morlaye Sylla 60' | Verslag |        | Stade de la Réunification, Douala Scheidsrechter: Samir Guezzaz (RWA) |

### Halve finale
|                               |                                          |     |                             |                                                              |
| 3 februari 2021 16:00 (UTC+1) | Mali                                     | 0–0 | Guinee                      | Japomastadion, Douala Scheidsrechter: Mahmoud El Banna (EGY) |
| 3 februari 2021 16:00 (UTC+1) | Verslag                                  |     |                             | Japomastadion, Douala Scheidsrechter: Mahmoud El Banna (EGY) |
| 3 februari 2021 16:00 (UTC+1) | Strafschoppen                            |     |                             | Japomastadion, Douala Scheidsrechter: Mahmoud El Banna (EGY) |
| 3 februari 2021 16:00 (UTC+1) | Samake Kyabou Samabali Kanoute Coulibaly | 5–4 | Barry Camara Bangoura Sylla | Japomastadion, Douala Scheidsrechter: Mahmoud El Banna (EGY) |

|                               |                                               |         |          |                                                       |
| 3 februari 2021 20:00 (UTC+1) | Marokko                                       | 4–0     | Kameroen | Limbestadion, Limbe Scheidsrechter: Jean Ngambo (COD) |
| 3 februari 2021 20:00 (UTC+1) | Bouftini 29' Rahimi 40', 74' Ali Bemammer 82' | Verslag |          | Limbestadion, Limbe Scheidsrechter: Jean Ngambo (COD) |

### Troostfinale
|                               |                         |         |          |                                                                          |
| 6 februari 2021 20:00 (UTC+1) | Guinee                  | 2–0     | Kameroen | Stade de la Réunification, Douala Scheidsrechter: Lahlou Benbraham (ALG) |
| 6 februari 2021 20:00 (UTC+1) | Sylla 9' Bangoura 45+1' | Verslag |          | Stade de la Réunification, Douala Scheidsrechter: Lahlou Benbraham (ALG) |

### Finale
|                               |      |         |                           |                                                                   |
| 7 februari 2021 20:00 (UTC+1) | Mali | 0–2     | Marokko                   | Ahmadou Ahidjostadion, Yaoundé Scheidsrechter: Peter Waweru (KEN) |
| 7 februari 2021 20:00 (UTC+1) |      | Verslag | 69' Bouftini 79' El Kaabi | Ahmadou Ahidjostadion, Yaoundé Scheidsrechter: Peter Waweru (KEN) |

## Doelpuntenmakers
5 doelpunten
- Soufiane Rahimi

3 doelpunten
- Ayoub El Kaabi
- Yakhouba Gnagna Barry
- Morlaye Sylla

2 doelpunten
- Soufiane Bouftini
- Mohammed Ali Bemammer
- Salomon Charles Banga

- Masasi Obenza
- Victor Kantabadouno
- Mossi Issa Moussa

- Richard Nane
- Saidi Kyeyune

1 doelpunt
- Hamza El Moussaoui
- Yahya Jabrane
- Claver Kiendrébéogo
- Issiaka Ouedraogo
- Issouf Sosso
- Yannick N'Djeng
- Félix Oukiné
- Mapata Mouandza
- Gautrand Ngouonimba
- Kadima Kabangu

- Chico Kubanza
- Makabi Lilepo
- Mamadouba Bangoura
- Moataz Al-Mehdi
- Siaka Bagayoko
- Demba Diallo
- Issaka Samaké
- Olivier Niyonzima
- Ernest Sugira
- Jacques Tuyisenge

- Baraka Majogoro
- Edward Charles Manyama
- Faridi Mussa
- Bilali Akoro
- Ibrahim Orit
- Emmanuel Chabula
- Moses Phiri
- Spencer Sautu
- Collins Sikombe
- Partson Jaure

1 eigen doelpunt
- Charles Lukwago (tegen Marokko)
- Paul Mbowa (tegen Togo)